# 解偉苓
解偉苓（英語：Yvonne Hsieh，1985年11月25日—），臺灣歌手與電台主持人，曾在選秀節目《華人星光大道》及《超級偶像4》等等擔任踢館選手，2009年憑著唱紅電影《痞子英雄》插曲〈放逐愛情〉，在Youtube點閱突破近三百萬次瀏覽。在2014年發行首張專輯《放逐爱情》。

## 簡歷

### 發跡
大學時期參加歌唱比賽遇到當時的評審陳建寧老師，以一曲F.I.R的「相信愛」令陳建寧讚賞，招攬解偉苓到旗下公司接受培訓。解偉苓從DEMO開始唱起，唱了近五年，苦無發片機會，為此還曾與陳建寧老師爭吵，但老師仍不以為然，還是依然叫解偉苓持續唱DEMO，解偉苓回憶起當時狀況：「我一直問老師何時可以發片，結果老師無動於衷，還是三不五時找我來公司唱DEMO，我當時實在氣不過，還掛他電話掛了三次！結果老師還是打來一直盧我，讓我覺得好氣又好笑！」。
形容自己的發片路像談了一場沒有結果的戀愛的解偉苓笑說：「從踏入這圈子到當儲備歌手一直到發片大概有八年時間，等一個發片日就像等一個已讀不回的簡訊，也像一個若即若離的戀人，想放棄卻又割捨不下，是場苦戀阿！」。

### 斬露頭角
在唱DEMO的過程中，解偉苓的好聲音獲得許多戲劇導演或製作人的激賞；其中蔡岳勳導演就是因為聽了解偉苓唱「放逐愛情」的DEMO後直接被「洗腦」，跟陳建寧老師說：「我要唱DEMO的那個人來唱！不要其他人！」;此外，因為在唱DEMO的過程中，原本要給其他歌手的歌曲竟然幸運地讓解偉苓「接收」；像是「幸褔者」是原本要給F.I.R的歌曲、「無誤」則是本來要給林俊逸唱，結果後來在等待過程中因為歌曲的TONE調不適合，讓解偉苓意外得到這些好歌並廣受好評，她笑說：「這是等待五年的最大收穫！」。
在曝光率有限的情況下，解偉苓靠著戲劇插曲和駐唱演出，仍累積了不少人氣且倍受關住。
除了唱歌外，解偉苓也是中山廣播電台（HIT FM宜蘭分台）的DJ及UDN TV台灣名物誌外景主持人。

### 解約
資深音樂人陳建寧與旗下歌手解偉苓合作6年多，於2015年和平終止合約，解偉苓離開無限延伸音樂後自立了博米音樂有限公司，並於2016年獨立發行EP多難得，也嘗試自己在作品寂寞無畏作詞。

## 音樂作品

### 專輯
| #   | 專輯資料                                                                          | 曲目 |
| --- | --------------------------------------------------------------------------------- | --- |
| 1st | 《放逐愛情》 - 發行日期：2014年12月26日 - 語言：華語 - 發行公司：台灣索尼音樂娛樂 | 曲目 1. 掩飾 2. 無誤 3. 放逐愛情 4. 幸福者 5. Believe 6. 悲傷止步 7. 婚禮的祝福 8. 好想好好愛你 9. 藍天 10. 我又想起你 |
| 2nd | 《多難得》 - 發行日期：2016年11月20日 - 語言：華語 - 發行公司：闊思音樂           | 曲目 1. 寂寞無謂 2. 多難得 3. 寂寞無謂 - Instrumental 4. 多難得 - Instrumental                                         |

### 單曲
| 年份   | 名稱           | 附註                     |
| ------ | -------------- | ------------------------ |
| 2017年 | 《聽著我唱歌》 | 《瑪麗蘇遇上傑克蘇》插曲 |

### 電視原聲帶
| 年份 | 戲劇名稱             | 歌名         |
| 2009 | 痞子英雄插曲         | 《放逐愛情》 |
| 2011 | 我的完美男人插曲     | 《遇見愛》   |
| 2011 | 幸福三顆星插曲       | 《沒有人》   |
| 2013 | 遇見幸福300天插曲    | 《寶貝快睡》 |
| 2013 | 遇見幸福300天片尾曲  | 《幸福者》   |
| 2014 | 幸福兌換券插曲       | 《悲傷止步》 |
| 2014 | 白袍下的高跟鞋片尾曲 | 《無誤》     |
| 2014 | 幸福兌換券插曲       | 《無誤》     |
| 2015 | 來自未來的史密特插曲 | 《無誤》     |
| 2015 | 來自未來的史密特插曲 | 《掩飾》     |
| 2015 | 我的15分鐘片尾曲     | 《掩飾》     |
| 2015 | 我的15分鐘插曲       | 《無誤》     |
| 2016 | 荼蘼插曲             | 《多難得》   |

## 影劇作品

### 電視劇
| 年份   | 劇名                     | 角色       |
| ------ | ------------------------ | ---------- |
| 2013年 | 夢想無價                 | 陳小惠     |
| 2013年 | 台視偶像劇遇見幸福300天  |            |
| 2015年 | 公視人生劇展失業陣線聯盟 | 阿德女友   |
| 2016年 | 植劇場-荼蘼              | 湯有彥同事 |
| 2019年 | 一千個晚安               | Julia      |
| 2022年 | 額外旅程                 | Bella      |

### 音樂舞台劇
| 年份   | 劇名                     | 角色                   |
| ------ | ------------------------ | ---------------------- |
| 2017年 | 音樂劇 家書              | 陳彩鳳                 |
| 2018年 | 兒童音樂舞蹈劇公主百分百 | 白雪公主 艾莎女王      |
| 2018年 | 綠光劇團再會吧北投       | 北投四大金釵 酒女 碧玉 |

## 其他演出
- 2005年中友百貨歌唱才藝大賽最佳才藝獎
- 2006年入圍威寶電信大眼睛全省才藝大賽
- 2007年胡彥斌「夏日感恩歌唱大賽」，總決賽冠軍
- 2007年參與1976樂團<慶祝節日的戀人>MV拍攝
- 2008年台北市新聞局「河畔清春音樂大賽」初賽分組冠軍、總決賽冠軍
- 2009年舉辦<靠近舞台>歌唱音樂會
- 2010年參加台視<超級偶像4>高手指定PK賽優勝
- 2010年台中逢甲大學<心動.行動感動中秋節公益演唱會>表演歌手
- 2010年參加中視<華人星光大道>PK賽連續四場優勝
- 2011年水灣餐廳年度歌手選拔第一名
- 2012年參與門諾醫院公益活動廣告公意主題曲<永遠愛>
- 2017年參與音樂劇<家書>內地巡迴各城市二十五場次

## 新聞資料
- 5年等待磨出解偉苓　嗓音迷倒「歐巴」自願獻身拍MV  （页面存档备份，存于）
- 解偉苓與陳建寧「車震」大吵  （页面存档备份，存于）
- 解偉苓虐唱入心　一秒逼哭袁艾菲 （页面存档备份，存于）
- 解偉苓5萬遊美18天　偶遇潘瑋柏悔沒合照 （页面存档备份，存于）
- JR 解偉苓 健身變雙修 （页面存档备份，存于）
- 蕭閎仁提點師妹解偉苓 男女唱將攜手狂掃校園20場 （页面存档备份，存于）
- 解偉苓曾癡迷減肥　1天吞60顆藥險中毒 （页面存档备份，存于）
- 解偉苓發片花光積蓄 32歲扮超齡白雪公主 （页面存档备份，存于）
- 解偉苓台語破 甄選靠「人生的歌」騙到角色 （页面存档备份，存于）

## 外部連結
- 解偉苓Yvonne的新浪微博
- 解偉苓官方粉絲專頁 （页面存档备份，存于）
- 解偉苓個人專屬頻道Yvonne Music Channel （页面存档备份，存于）
- 解偉苓 Yvonne Hsieh 【寂寞無謂 No Fear】（官方版MV） （页面存档备份，存于）
- 解偉苓步步苓聽粉絲團 （页面存档备份，存于）
- 聊癒女神解偉苓 （页面存档备份，存于）